# Melamaiyur
Melamaiyur é uma vila no distrito de Kancheepuram, no estado indiano de Tamil Nadu.

## Demografia
Segundo o censo de 2001,  Melamaiyur  tinha uma população de 5155 habitantes. Os indivíduos do sexo masculino constituem 50% da população e os do sexo feminino 50%. Melamaiyur tem uma taxa de literacia de 81%, superior à média nacional de 59.5%: a literacia no sexo masculino é de 84% e no sexo feminino é de 78%. Em Melamaiyur, 8% da população está abaixo dos 6 anos de idade.